# Madonna Medici (Rogier van der Weyden)
La Madonna Medici è un dipinto a olio su tavola (61,7x46,1 cm) di Rogier van der Weyden, databile al 1460-1464 circa e conservato nello Städelsches Kunstinstitut di Francoforte sul Meno.

## Storia
L'opera venne sicuramente commissionata dai Medici a Firenze, come dimostrano lo scudo col giglio fiorentino al centro del gradino inferiore e la scelta dei santi protettori. Le ipotesi di datazione oscillano tra il 1450-1451, anno in cui l'artista si recò a Roma in pellegrinaggio visitando varie corti italiane, e il 1460-1464, anni in cui è assegnato anche il Compianto e sepoltura di Cristo ispirato a una tavoletta di Beato Angelico e oggi alla Galleria degli Uffizi.

## Descrizione e stile
Su uno sfondo oro si apre un baldacchino, foderato da preziose stoffe damascate, sotto il quale si trova la Vergine col Bambino, san Pietro, san Giovanni Battista (patrono di Firenze), san Cosma e san Damiano, protettori di casa Medici. Essi sono disposti a semicerchio con efficaci accorgimenti spaziali, che sono riecheggiati anche dalla forma a padiglione del baldacchino. Damiano è rappresentato nell'atto di mettere una moneta nel borsello appeso alla cintura, riferendosi alla sua leggenda di come avesse accettato un piccolo compenso per una prestazione medica da una donna di nome Palladia, facendo infuriare il fratello Cosma.
Alcuni hanno messo l'opera a confronto con la Pala di Santa Lucia de' Magnoli di Domenico Veneziano, evidenziando le differenze tra le due scuole: se all'italiano preme una composizione equilibrata e scandita dall'architettura in prospettiva, al fiammingo interessa legare fisicamente ed emotivamente i personaggi, che appaiono stretti in gruppo. Le proporzioni in questo caso sono allungate e la struttura fisica è legata più al contorno delle vesti che a uno studio dell'anatomia sottostante.
Nella straordinaria natura morta in primo piano l'artista mette all'opera tutta la capacità fiamminga di creare piccoli microcosmi indagati con un'attenzione lenticolare al dettaglio. Al centro, davanti ai gradini del trono, spicca un'anfora metallica con effetti di lustro, da cui escono alcuni gigli: quelli bianchi sono il tipico tributo alla purezza della Vergine, quelli rossi richiamano ancora il simbolo di Firenze. Di grande ispirazione per gli italiani dev'essere stato il trattamento del metallo senza ricorso alla foglia d'oro o d'argento e la resa realistica del vetro della bottiglia in mano a san Cosma.